# Robert Wilhelm Ekman

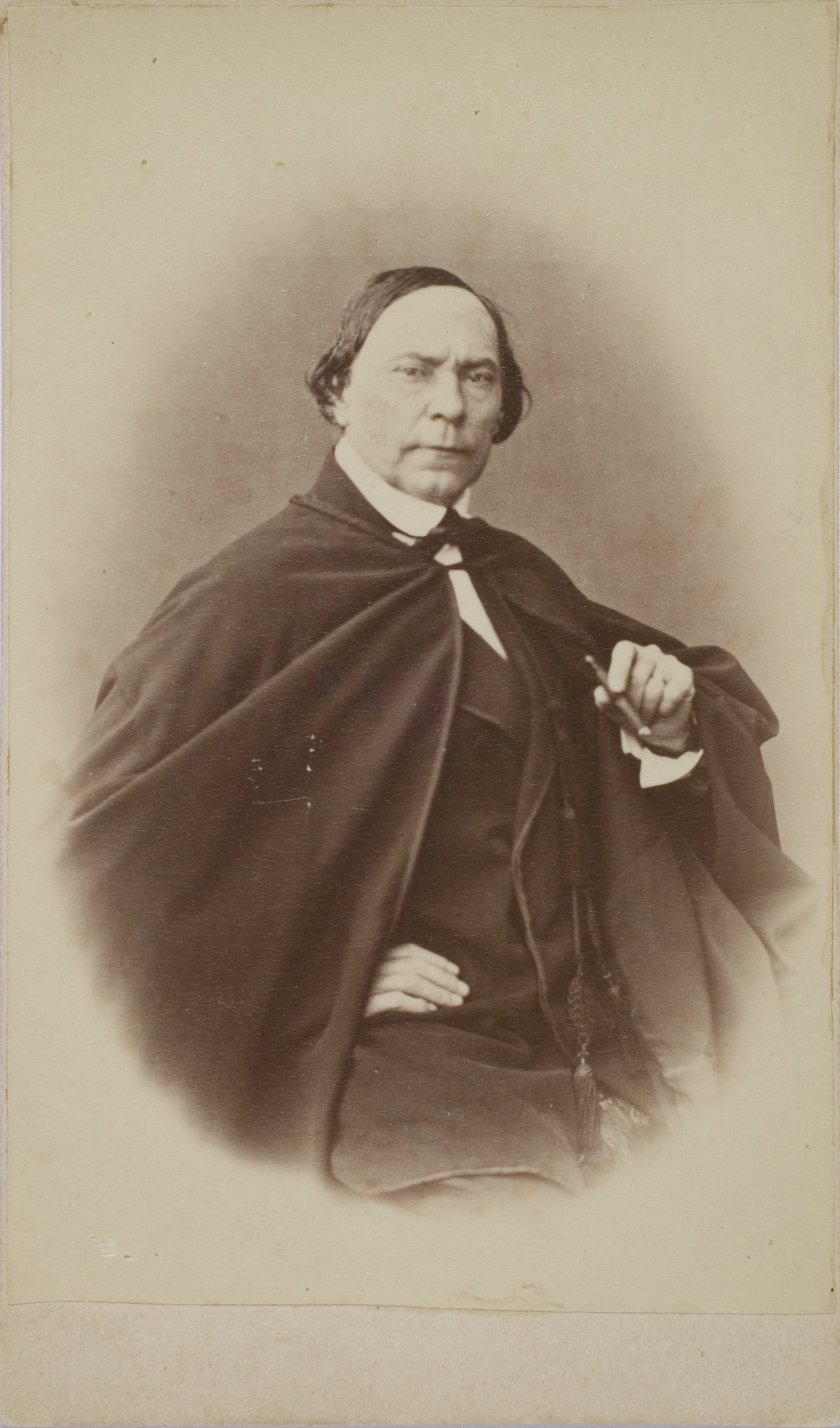
R. W. Ekman.

Robert Wilhelm Ekman, född 13 augusti 1808 i Nystad, död 19 februari 1873 i Åbo, var en finländsk konstnär. Han var bror till Fredrik Joachim Ekman.

## Biografi
Ekman överflyttade 1824 till Stockholm, där han blev elev i Konstakademien och senare studerade i Johan Gustaf Sandbergs ateljé. En folklivsskildring i lärarens anda men mer målerisk en dennes verk är Midsommardans på gränsen mellan Småland och Bleking 1833. 
År 1837 erhöll han Konstakademins stora resestipendium och begav sig på en flerårig studiefärd med Italien som slutmål. I Paris, där han blev Paul Delaroches elev, förstärktes hans inflytande av holländsk konst, intryck han redan tagit till sig genom Alexander Lauréus konst. Läsande gumma från 1838 är ett typiskt prov på hans lyckade genreframställningar. 
Efter återkomsten till Finland började Ekman snart betraktas som landets mest tongivande konstnär. Det stora intresset för nationalistiska motiv i Runebergs anda inspirerade honom till flera målningar som Älgskyttarna, Fänrik Stål och studenten (1858). Samtidigt skapade han folklivsskildringar som Bengt Lyytinen läser runor (1848) och Söndagsmorgon i en finsk bondstuga (1856). 
Sämre kritik har Ekmans freskomålningar i Åbo domkyrka, utförda 1849–54, fått. Målningarna föreställer förutom en rad nytestamentliga motiv Biskop Henrik döper finnarna och Mikael Agricola överlämnar den första finska bibelöversättningen till Gustav Vasa. 
Ekman var även i övrigt en mycket anlitad kyrkomålare. Till andra verk som fått sämre kritik hör hans tolkningar av Kalevalamyterna. Bland dessa märks särskilt monumentalmålningen Wäinämöinen (1859–1866). 
Ekman var även en uppskattad porträttmålare.

## Verk i urval

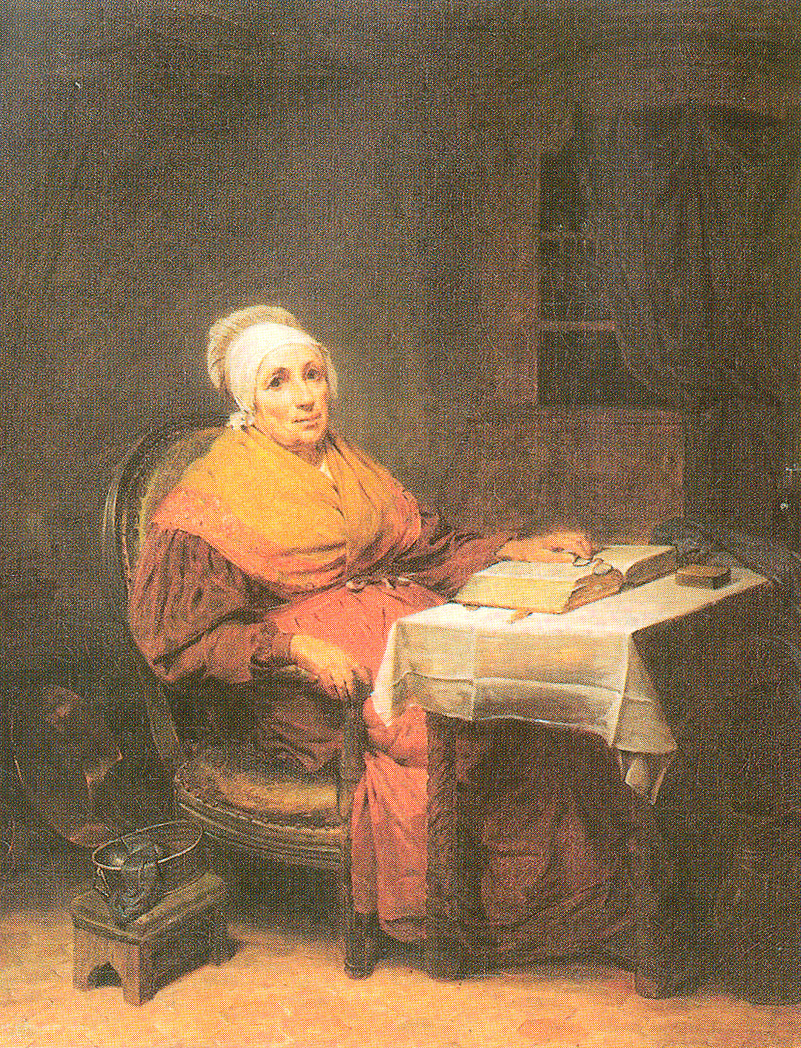
Läsande gumma, 1838.
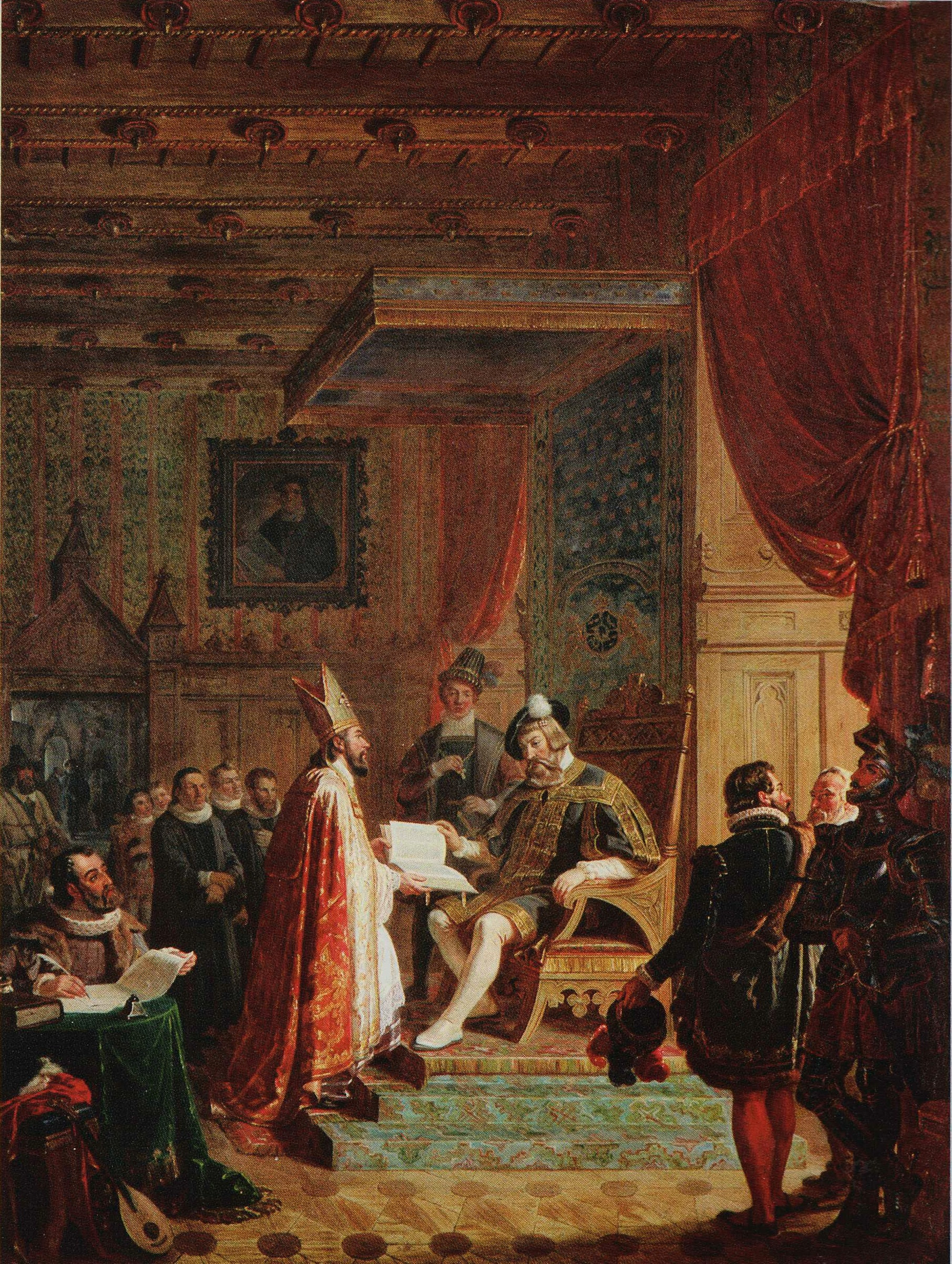
Mikael Agricola överlämnar den första finska bibelöversättningen till Gustav Vasa, 1853.
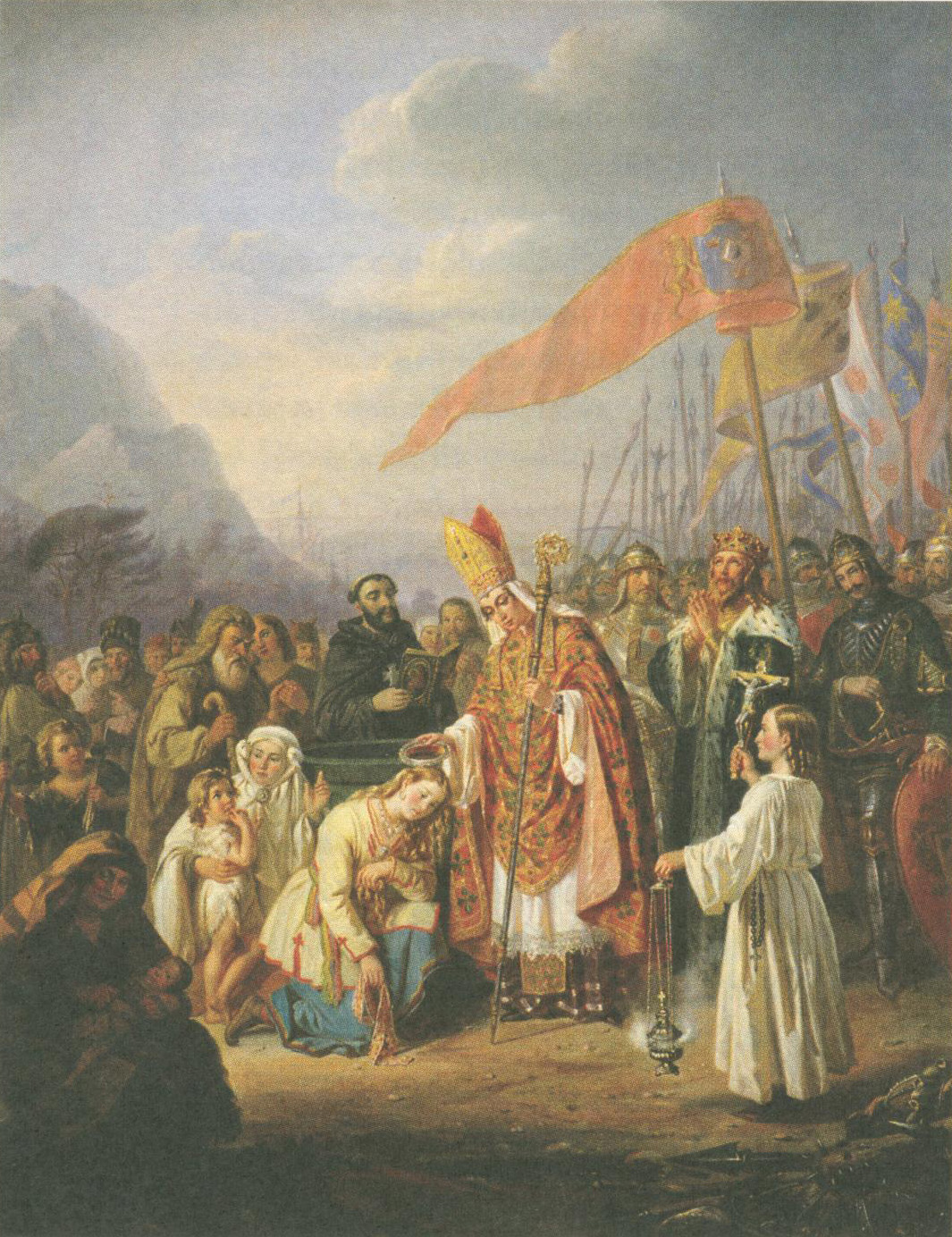
Biskop Henrik döper finnarna vid Kuppis källa, 1854.
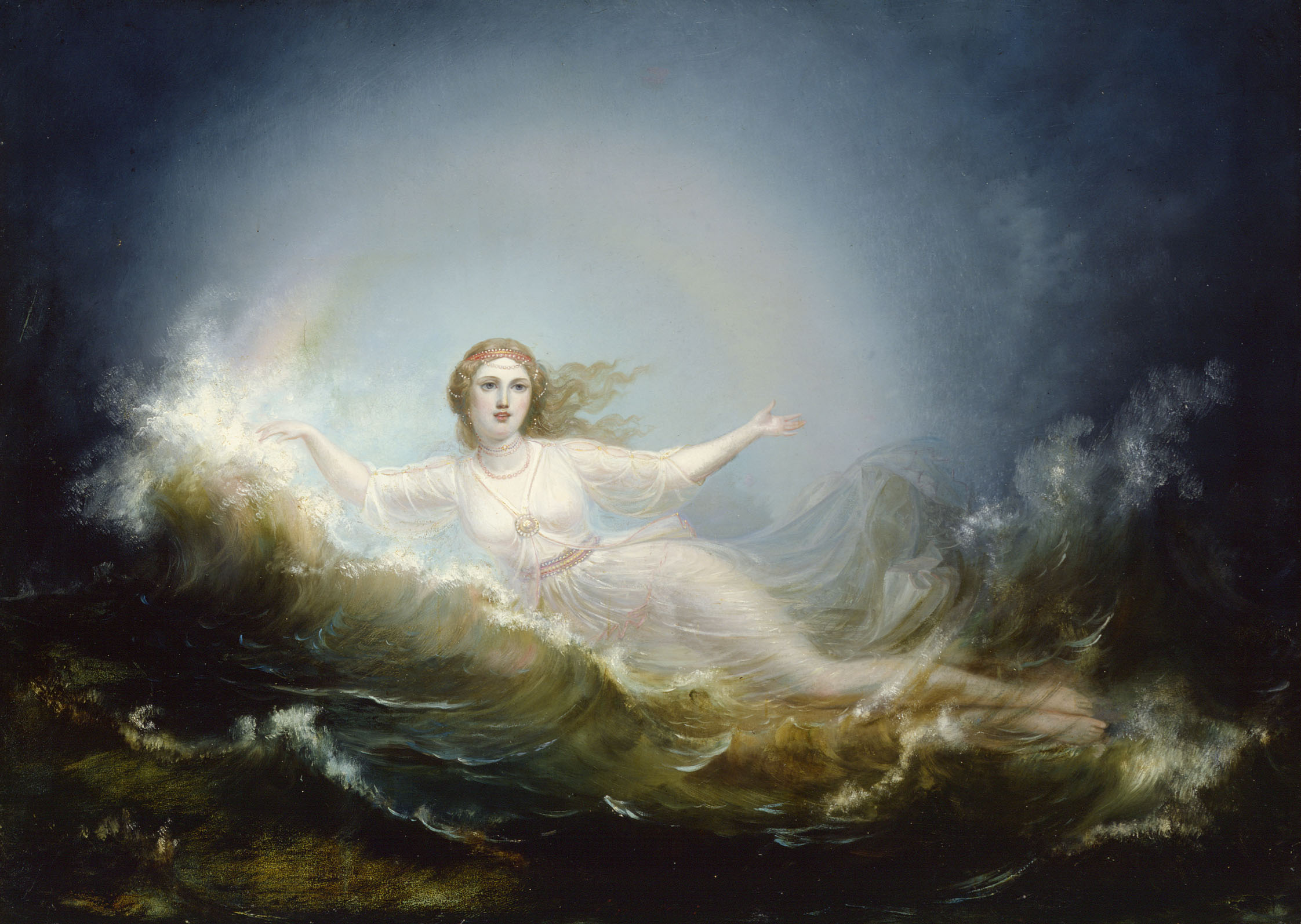
Ilmatar, 1860.
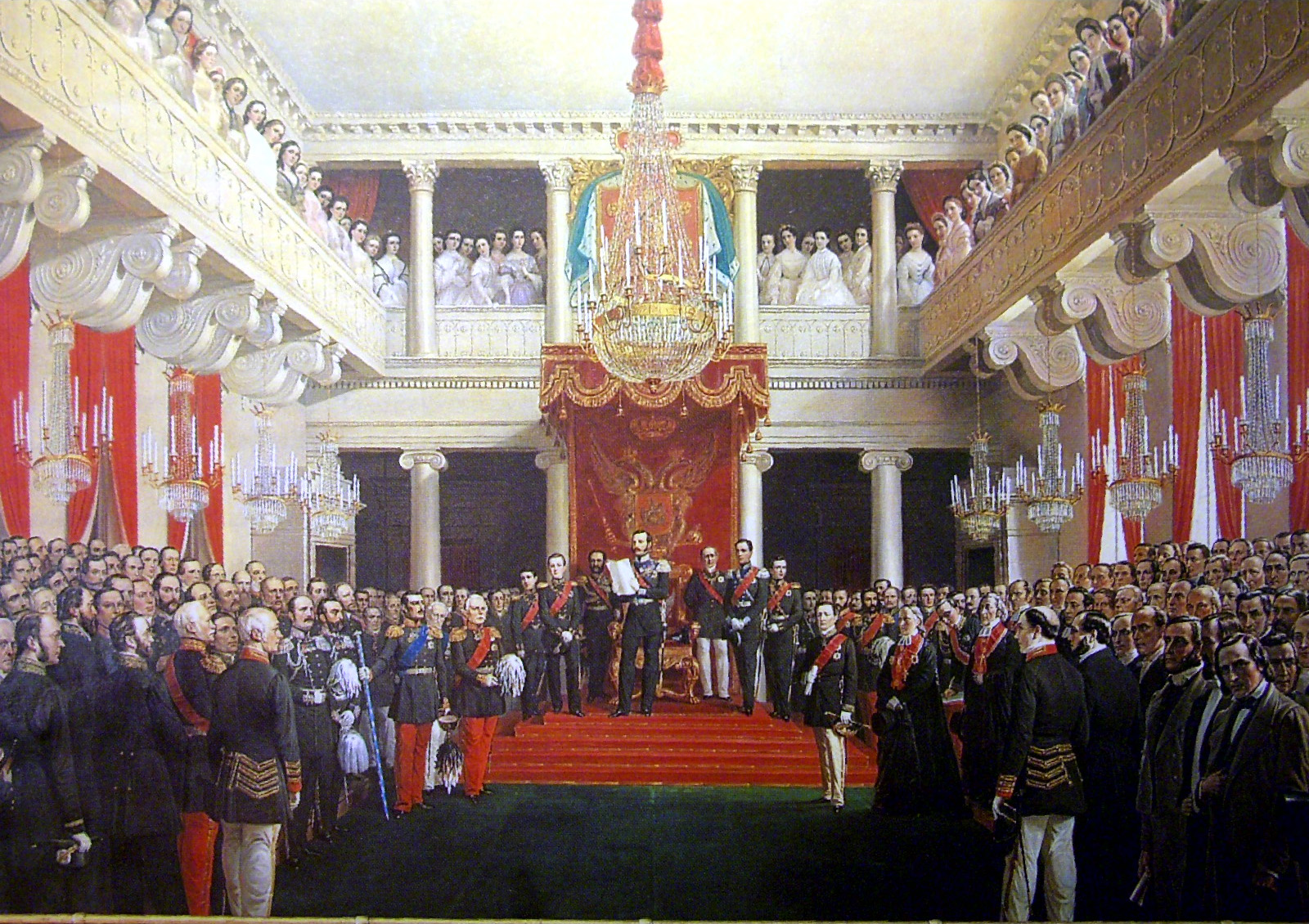
Kejsar Alexander II öppnar ståndslantdagen 1863, 1865.
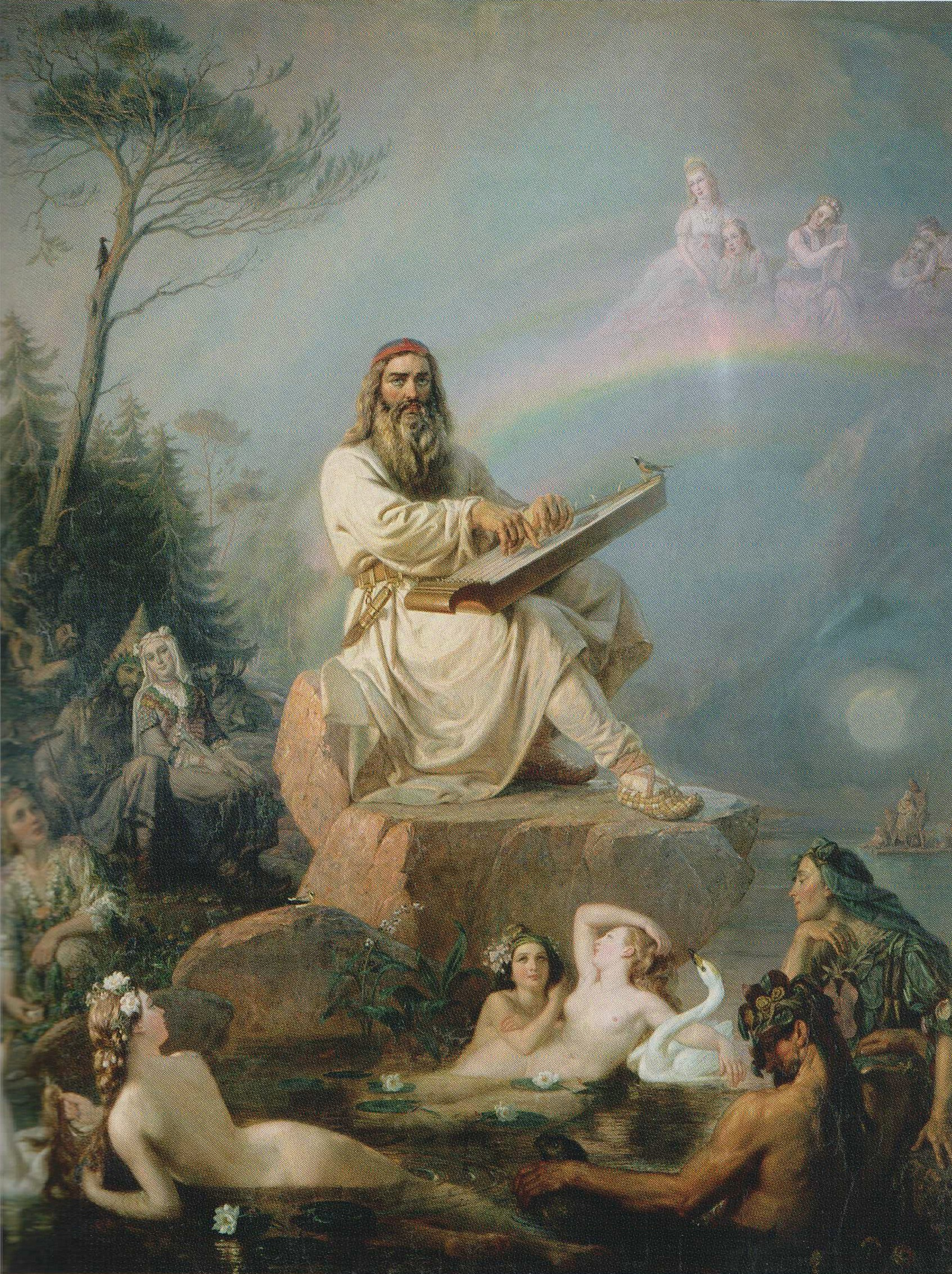
Väinämöinen spelar kantele, 1866.
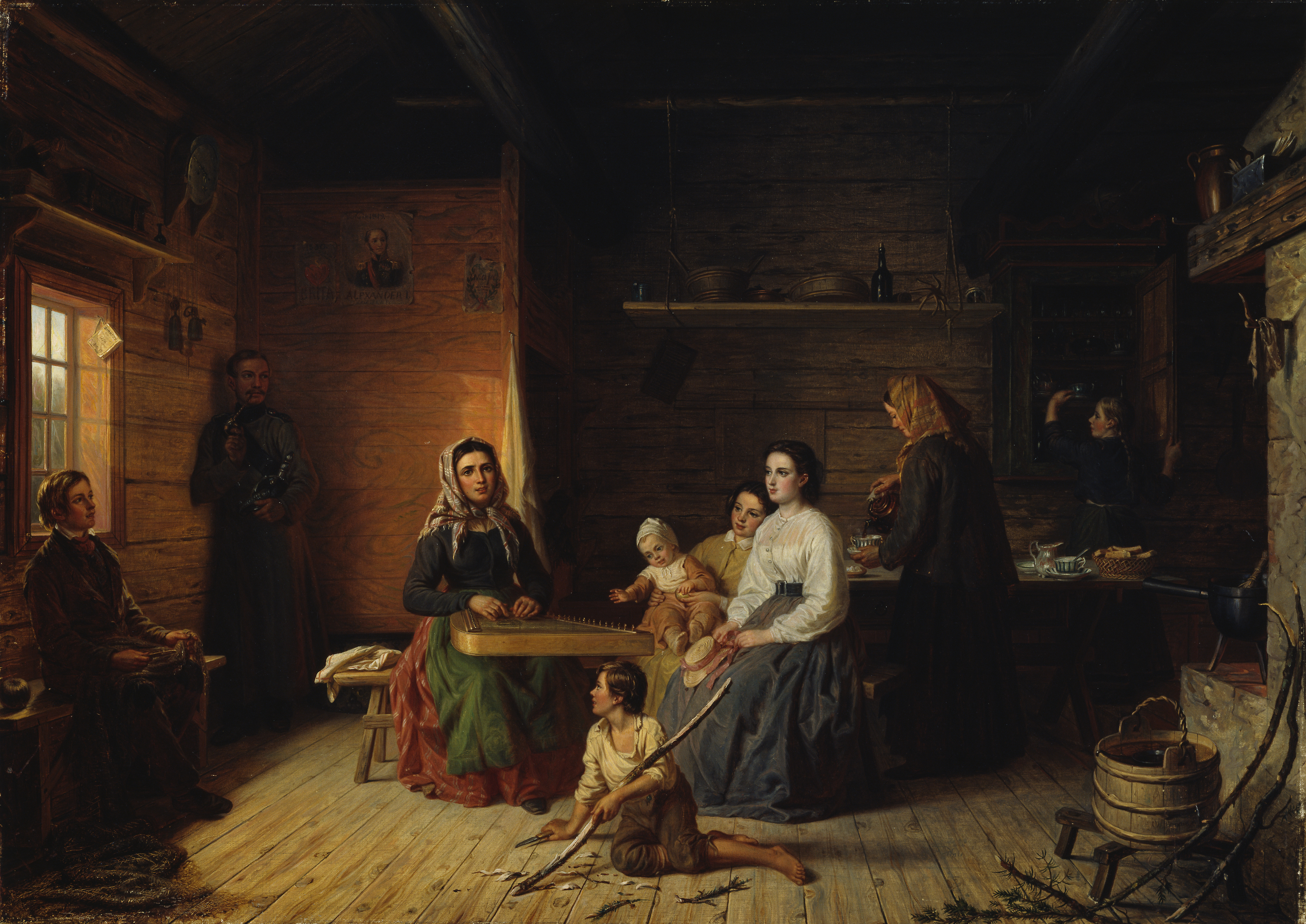
Greta Haapasalo spelande kantele i en bondstuga, 1869.